# Kuba éghajlata

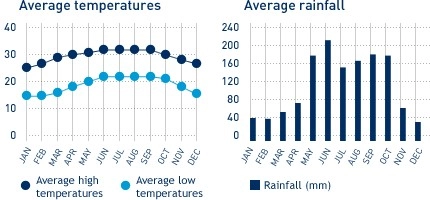
Kuba Éghajlata

Kuba éghajlata szubtrópusi, erősen trópusi hatásokkal, amelyet jelentős mértékben befolyásol a sziget földrajzi elhelyezkedése a Karib-térségben, valamint a Mexikói-öböl és az Atlanti-óceán közelsége. A szigetország éghajlatát két jól elkülöníthető évszak jellemzi: a száraz (novembertől áprilisig) és az esős évszak (májustól októberig).

## Általános jellemzők
Kuba átlaghőmérséklete egész évben viszonylag állandó, körülbelül 25—28 °C. A nyári hónapokban (májustól októberig) a hőmérséklet általában meghaladja a 30 °C-ot, míg télen enyhébb, 20—25 °C közötti értékeket mérnek. Az országban a tengerparti területek éghajlata kiegyensúlyozottabb, míg a belső területeken nagyobb napi hőingadozások figyelhetők meg.

## Csapadék és szezonális hatások
A csapadék mennyisége évente átlagosan 1200–1800 mm között változik, a hegyvidéki területeken gyakran meghaladja az 2000 mm-t is. Az esős évszak alatt jelentős mennyiségű csapadék hullik, ami a trópusi ciklonokkal is összefügg. A ciklonok leggyakrabban júniustól novemberig alakulnak ki, jelentős esőt és időnként erős szeleket hozva magukkal.
A szigetet rendszeresen érinti a trópusi szélrendszer által okozott passzátszél, amely egész évben meghatározó szerepet játszik az éghajlat kiegyensúlyozásában.

## Regionális eltérések
Kuba éghajlati viszonyai viszonylag egységesek, de a sziget különböző részein kisebb eltérések tapasztalhatók:
- Nyugati területek (pl. Pinar del Río): A trópusi ciklonok miatt a csapadék itt gyakoribb és erősebb lehet.
- Középső régiók (pl. Villa Clara): Mérsékeltebb csapadék és kiegyensúlyozott hőmérséklet jellemzi.
- Keleti régiók (pl. Santiago de Cuba): Melegebb és szárazabb az ország többi részéhez képest, főként az alacsonyabb domborzati hatások miatt.

## Sajátos éghajlati jelenségek
Kuba éghajlatára jelentős hatással van az El Niño és La Niña jelenség, amelyek időszakosan változó csapadékot és hőmérsékleti viszonyokat eredményeznek. Az El Niño idején gyakori a szárazság, míg a La Niña intenzívebb csapadékot és gyakran ciklonokat hoz.

## Napsütéses órák és tengerparti hatások
Kuba jelentős napsütéses órákkal büszkélkedhet, évente átlagosan 2 500-3 000 órát süt a nap. A tenger közelsége enyhíti a nyári forróságot és mérsékli a napi hőingadozásokat, így a sziget éghajlata rendkívül kedvező mind a mezőgazdasági termelés, mind a turizmus szempontjából.
Összességében Kuba éghajlata változatos és kiegyensúlyozott, ami ideális környezetet teremt a trópusi növény- és állatvilág számára, valamint hozzájárul a sziget gazdasági és kulturális sajátosságaihoz.